# Luso
Luso és una vila portuguesa del municipi de Mealhada, seu de freguesia amb 18,87 km² d'àrea i 2.593 habitants (2011). La densitat de població n'és de 137,4 hab/km².
Es creà el 1837 per desmembrament de la freguesia de Vacariça. La integren els llogarets de Barrô, Buçaco, Carvalheiras, Lameira de Santa Eufémia, Lameira de Sâo Pedro, Louredo, Luso, Monte Novo, Salgueiral i Várzeas.
La vila de Luso és un dels llocs més coneguts del municipi de Mealhada. Inclou en el seu territori gran part de la serra de Buçaco, coneguda pel paisatge exuberant. A prop ocorregué, al 1810, la batalla de Buçaco entre les forces napoleòniques i angloluses, en el marc de la Guerra del Francés. Luso és també conegut per la puresa de les seues fonts d'aigües termals, utilitzades en el tractament de problemes renals i malalties de la pell. Fou vila des del 6 de novembre de 1937 pel decret llei núm. 28142.
Properes a Luso hi ha les ciutats de Mealhada, Anadia, Coïmbra, Santa Comba, Águeda, Olivera do Bairro, Cantanhede i Aveiro.

## Població
| Població de la parròquia de Luso (1864 - 2011) | Població de la parròquia de Luso (1864 - 2011) | Població de la parròquia de Luso (1864 - 2011) | Població de la parròquia de Luso (1864 - 2011) | Població de la parròquia de Luso (1864 - 2011) | Població de la parròquia de Luso (1864 - 2011) | Població de la parròquia de Luso (1864 - 2011) | Població de la parròquia de Luso (1864 - 2011) | Població de la parròquia de Luso (1864 - 2011) | Població de la parròquia de Luso (1864 - 2011) | Població de la parròquia de Luso (1864 - 2011) | Població de la parròquia de Luso (1864 - 2011) | Població de la parròquia de Luso (1864 - 2011) | Població de la parròquia de Luso (1864 - 2011) | Població de la parròquia de Luso (1864 - 2011) |
| ---------------------------------------------- | ---------------------------------------------- | ---------------------------------------------- | ---------------------------------------------- | ---------------------------------------------- | ---------------------------------------------- | ---------------------------------------------- | ---------------------------------------------- | ---------------------------------------------- | ---------------------------------------------- | ---------------------------------------------- | ---------------------------------------------- | ---------------------------------------------- | ---------------------------------------------- | ---------------------------------------------- |
| 1864                                           | 1878                                           | 1890                                           | 1900                                           | 1911                                           | 1920                                           | 1930                                           | 1940                                           | 1950                                           | 1960                                           | 1970                                           | 1981                                           | 1991                                           | 2001                                           | 2011                                           |
| 1.028                                          | 1.370                                          | 1.586                                          | 1.615                                          | 1.856                                          | 2.119                                          | 2.379                                          | 2.555                                          | 2.640                                          | 2.686                                          | 2.470                                          | 2.756                                          | 2.713                                          | 2.750                                          | 2.593                                          |

## Patrimoni

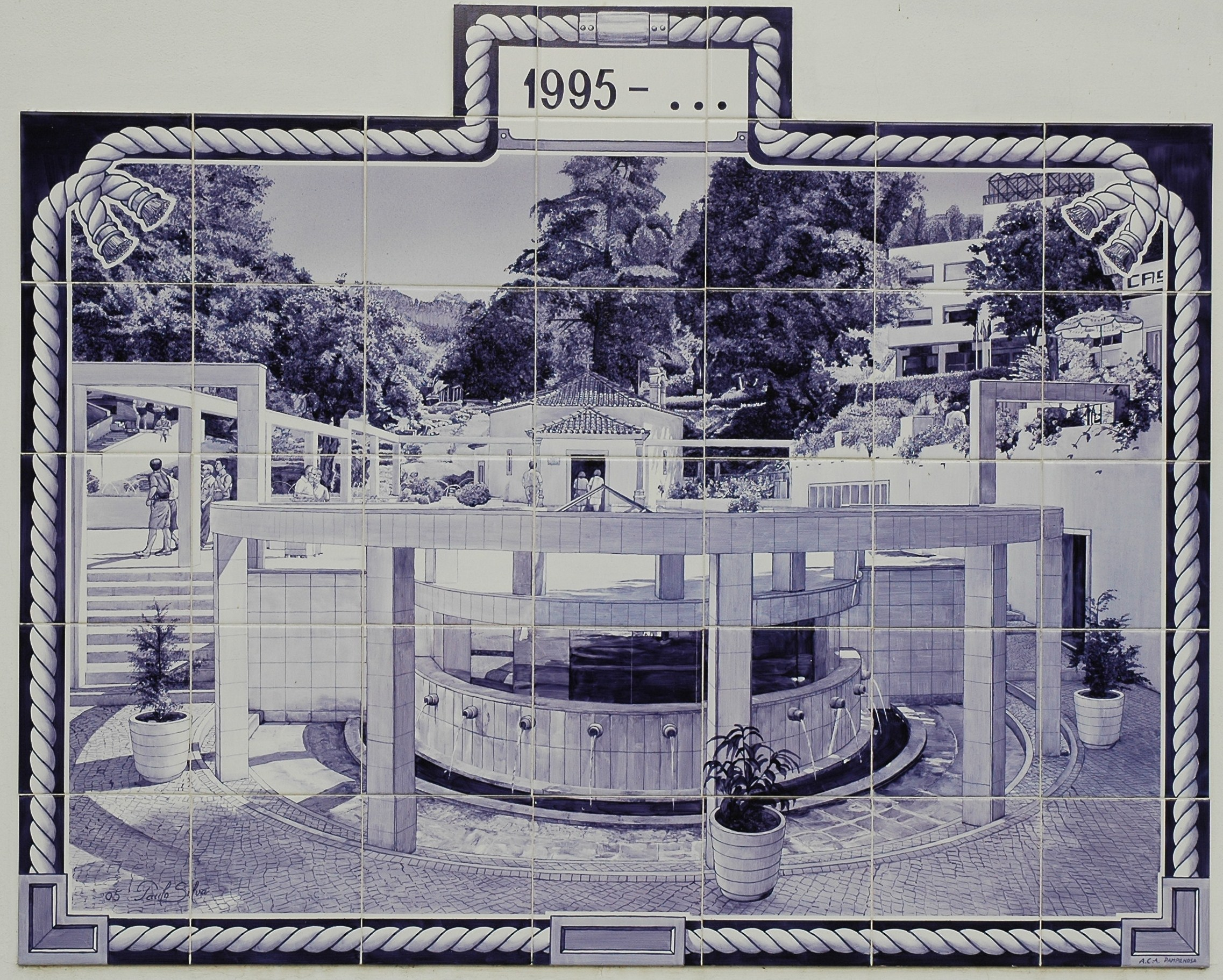
Panell de taulell, Aigua de Luso, Luso, Portugal

- Palau Hotel de Buçaco, Palauet Hotel de Buçaco o Palace Hotel de Buçaco i Bosc Nacional de Bussaco, que comprén les capelles i ermites Cruz Alta junt amb el Convent de Santa Cruz do Buçaco
- Gran Hotel do Luso de Cassiano Branco
- Capelles de Sâo João Evangelista, de Sâo António i Sâo Pedro
- Cases del Marqués da Graciosa i d'Emídio Navarro
- Bust d'Emídio Navarro
- Font de Sâo João
- Azenhas de Carpinteiros
- Vil·la Duparchy